# 先锋站 (内蒙古自治区)
先锋站是位于内蒙古自治区乌拉特前旗先锋镇的一个铁路车站，邮政编码014409。车站建于1956年，有包兰铁路经过该站，现已撤销，车站及其上下行区间均为电气化区段。车站距离包头站60公里，隶属呼和浩特铁路局，是五等站。